# Fadhila El Farouk
Fadhila El Farouk (20 tháng 11 năm 1967, Arris, Algeria) là bút danh của nhà văn người Algérie Fadhila Melkemi.

## Tiểu sử
Fadhila Melkemi lớn lên tại Constantine, Algeria, nói tiếng Berber. Bà nhận bằng cử nhân năm 1987 và tham gia vào bộ phận toán học, rồi gia nhập vào Khoa Y tại Đại học Batna trong hai năm. Sau đó bà quay trở về Đại học Constantine và gia nhập vào Viện nghiên cứu Văn học, tại đây bà đã tìm được niềm đam mê với nghề nghiệp thật sự của mình. Bà có chương trình riêng phát trên Trạm quốc gia Constantine, mang tựa đề "Cổng sáng tạo". Về mặt báo chí, bà bắt đầu làm trợ lý cho tờ báo An-nasr. Suốt năm thứ hai tại trường đại học, bà là nhà báo cho tờ Hayat của Constantine, bà tốt nghiệp năm 1993.
Năm 1994, bà đã hoàn thành chứng chỉ của mình và quay lại Đại học Constantine. Bà chuyển đến Beirut vào tháng 10 năm 1995, ngay sau cuộc nội chiến. Tại đó bà gặp nhà thơ đồng thời là nhà viết kịch Paul Shaoul, người đã ủng hộ cho sự nghiệp viết văn của bà. Cuối năm 1996, bà gia nhập vào báo Al Kifah Al Arabi và làm việc ở đó trong một năm. Năm 1997, bà tự cho xuất bản Khoảnh khắc tình yêu bị đánh cắp và cùng năm đó, Tâm trạng thiếu niên cũng được xuất bản bởi nhà xuất bản Farabi ở Beirut. Tiểu thuyết Nỗi xấu hổ của phụ nữ của bà bị đình trệ xuất bản trong hai năm, nhưng cuối cùng vẫn được chấp nhận bởi nhà xuất bản Riad Risn với sự giúp đỡ của nhà thơ đồng thời là nhà văn Emad Al-Abdallah. Chủ đề của tiểu thuyết là vấn nạn hãm hiếp và các luật liên quan trong xã hội Ả Rập và phơi bày nỗi đau khổ của những phụ nữ bị cưỡng hiếp ở Algeria trong suốt thập niên đen tối. Nỗi xấu hổ của phụ nữ đã được dịch sang tiếng Pháp và tiếng Tây Ban Nha và vài phần đã được dịch sang tiếng Ý. Tiểu thuyết kêu gọi sự liên kết giữa các tôn giáo, bình đẳng giới và lên án những cuộc chiến tranh các loại.
Fadhila Al Farouq viết các tác phẩm bằng tiếng Ả Rập. Năm 2005, bà xuất bản quyển tiểu thuyết Khám phá khát vọng và năm 2010 cho ra tác phẩm Khu vực sợ hãi, cả hai đều được xuất bản bới Riyad Al Rayes tại Beirut.